# Щенячий патруль
«Щенячий патруль» (англ. Paw Patrol) — американо-канадский мультсериал, придуманный Китом Чэпманом. Первая серия мультсериала была показана 12 августа 2013 года на телеканале «Nickelodeon» в США и 2 сентября 2013 года на телеканале «TVO Kids» в Канаде.
В центре сюжета сериала — мальчик по имени Зик Райдер, который возглавляет отряд из поисково-спасательных щенков, называющих себя «Щенячьим патрулём». Они присматривают за прибрежным городком под названием Бухта Приключений и прилегающими территориями. У каждого щенка есть определённый набор навыков, основанный на профессиях служб экстренной помощи, таких как пожарный, полицейский или пилот спасательного самолёта. Все они живут в собачьих будках, которые могут трансформироваться в специальные транспортные средства для выполнения их миссий. Каждый из щенков оснащён рюкзаком, который содержит инструменты, связанные с их работой.
Spin Master превратил мультсериал в медиа-франшизу и выпустил линейку игрушек на его основе. Продажи игрушек принесли корпорации миллионы долларов дохода и увеличили присутствие Spin Master на рынке игрушек для дошкольников. Как сам сериал, так и связанные с ним продукты получили множество наград и номинаций от таких ассоциаций, как Академия канадского кино и телевидения и Американская телевизионная академия.
19 февраля 2020 года сериал был продлён на восьмой сезон из 26 получасовых серий. 18 февраля 2021 года сериал был продлён на девятый сезон. В 2018 году по мотивам мультсериала вышел телефильм «Щенячий патруль: Мега-щенки». Год спустя вышел второй фильм под названием «Скорей спешим на помощь», повествующий о приключениях щенков-гонщиков. Полнометражный фильм «Щенячий патруль в кино» вышел в прокат 26 августа 2021 года. В 2023 году вышел сиквел «Щенячий патруль: Мегафильм», премьера которого состоялась 29 сентября.. 24 марта 2022 года было опубликовано, что мультсериал продлён и на десятый сезон. В феврале 2023 года состоялась премьера спин-оффа, посвящённому одному из главных героев мультсериала — Крепышу, под названием «Rubble and Crew». 24 февраля 2023 года сериал был продлён на одиннадцатый сезон, который вышел в эфир весной 2024 года. 26 сентября 2023 года стало известно, что будет создан третий полнометражный фильм, который будет выпущен в 2026 году.
Права на трансляцию выкупили телеканалы из 126 стран. В России мультсериал транслируют телеканалы «Nickelodeon (Россия)», «Карусель», Nick Jr., СТС Love. В 2022 году канал «Карусель» прекратил трансляцию сериала.

## Формат
Структура каждого эпизода выстроена по стандартному шаблону: обычно серия начинается со сцены, в которой щенки занимаются своей повседневной жизнью, играют с игрушками, смотрят телевизор или занимаются спортом на местной игровой площадке. Основателю и координатору отряда Райдеру, десятилетнему мальчику, сообщают о какой-нибудь проблеме по телефону или он сам становится свидетелем ситуации. Часто ему звонит местный морской биолог по имени Капитан Палтус, который много знает о дикой природе Бухты приключений. Райдер вызывает щенков с помощью своего специального телефона нажатием тревожной клавиши, после чего на оборудованные ошейники щенков поступает сигнал, они устремляются на свою Базу и входят в лифт башни. Пока лифт двигается, щенки облачаются в своё снаряжение и выстраиваются в линию. Командир отряда, щенок по имени Гончик объявляет, что команда готова к действиям, и Райдер рассказывает щенкам суть проблемы, а также разрабатывает нехитрый план действий. Он выбирает нескольких членов команды, часто делая упор в решении задачи на двух-трёх щенков, остальные объявляются помощниками. Спасатели спускаются вниз по специальной винтовой горке прямо в свои будки, которые трансформируются в технику, прибывают на место происшествия и приступают к выполнению миссии. Когда проблема оказывается решённой, Райдер поздравляет щенков и часто даёт им угощение.

## Список эпизодов
| Сезон | Сезон | Количество серий | Премьера                                       | Финал                                          |
| ----- | ----- | ---------------- | ---------------------------------------------- | ---------------------------------------------- |
|       | 1     | 26               | 12 августа 2013 (США) 27 августа 2013 (Канада) | 18 августа 2014 (США) 2 августа 2014 (Канада)  |
|       | 2     | 26               | 13 августа 2014 (США) 27 августа 2014 (Канада) | 4 декабря 2015 (США) 16 сентября 2015 (Канада) |
|       | 3     | 26               | 20 ноября 2015 (США) 28 ноября 2015 (Канада)   | 26 января 2017 (США) 14 января 2017 (Канада)   |
|       | 4     | 26               | 6 февраля 2017 (США) 4 марта 2017 (Канада)     | 6 марта 2018 (США) 17 февраля 2018 (Канада)    |
|       | 5     | 26               | 6 февраля 2018 (США) 30 июня 2018 (Канада)     | 25 января 2019 (США) 9 марта 2019 (Канада)     |
|       | 6     | 26               | 22 февраля 2019 (США) 18 мая 2019 (Канада)     | 23 июля 2021 (США) 22 февраля 2020 (Канада)    |
|       | 7     | 26               | 27 марта 2020 (США) 2 мая 2020 (Канада)        | 7 мая 2021 (США) 10 апреля 2021 (Канада)       |
|       | 8     | 26               | 2 апреля 2021 (США) 15 мая 2021 (Канада)       | 3 июня 2022 (США) 12 мая 2022 (Канада)         |
|       | 9     | 26               | 25 марта 2022 (США) 14 мая 2022 (Канада)       | 31 июля 2023 (США) 22 апреля 2023 (Канада)     |
|       | 10    | 26               | 10 июля 2023 (США) 27 мая 2023 (Канада)        | 15 июня 2024 (Канада)                          |
|       | 11    | 26               | 6 июля 2024 (Канада)                           | TBA                                            |

## Идея и разработка
Идея сериала была навеяна прототипом игрушечного грузовика-трансформера, который соучредитель Spin Master Роннен Харари разработал в 2010 году. Позже в том же году компания запросила предложения по телевизионному шоу, основанному на этой игрушке, и приняла предложение от создателя мультсериала «Боб-строитель» Кита Чепмена. Чепмен набросал ранние проекты команды щенков с мальчиком-хозяином под рабочим названием Раффи и щенки-спасатели. Spin Master наняла дизайнеров игрушек для дальнейшего развития формата; после того, как концепция была разработана, они сразу начали проектировать сопутствующие товары.
Первоначальная идея Чепмена была состояла в том, что шесть щенков были спасены Райдером перед тем, как присоединиться к команде. Однако Скотт Крафт, первый сценарист сериала, и Джейми Уитни, его первый режиссёр, решили отказаться от такой предыстории в 2012 году. Имя главного героя сериала, Райдер, менялось несколько раз во время производства: изначально его звали «Раффи», «Родди» и «Робби», прежде чем Spin Master остановился на имени «Райдер».
Согласно интервью Spin Master в 2017 году, «всё, что связано с щенками, обсуждалось бесконечно: имена, размеры, возраст, породы». Дизайн щенков претерпел серьёзные изменения после выступления Чепмена: изначально они были очень реалистичными, с уникальным мехом и внешним видом, основанными на их породе, но позже модели были переработаны под более «мультипликационный» стиль.
В январе 2012 года Spin Master начала работать с телекомпаниями. Компания договорилась о партнёрстве в сфере вещания с Nickelodeon, и представители сети объявили о приобретении прав на показ сериала на выставке в Лас-Вегасе в 2013 году. Первый сезон стал первой интеллектуальной собственностью Spin Master после выпуска в августе 2013 года.
С момента начала производства, над анимацией работала Guru Studio. В интервью Maclean’s Magazine в 2016 году президент Guru Фрэнк Фальконе заявил, что аниматоры его студии изначально с подозрением относились к «игрушечной» концепции шоу. Оригинальный саундтрек сериала, вдохновленный рок-музыкой, был написан группой Voodoo Highway Music & Post из Онтарио. Вступительная музыкальная тема и финальная песня, используемые в каждом эпизоде, включают вокал в исполнении Скотта Саймонса.
С каждым сезоном мультсериала в его эпизодах появляются новые второстепенные персонажи и темы. В интервью для Toronto Star в мае 2016 года президент Spin Master Бен Гадбоис заявил, что его компания продолжит вводить дополнительных персонажей, чтобы сохранять и увеличивать популярность франшизы и развивать успех от продаж сопутствующих товаров. В августе того же года Роннен Харари объяснил, что постоянные нововведения нацелены на то, чтобы содержание сериала оставалось всегда «свежим и актуальным».

## Персонажи

### Главные персонажи
- Зик Ра́йдер (англ. Ryder) — основатель и командир Щенячьего патруля. Сконструировал приборы щенков. При себе всегда носит специальный смартфон («щенофон»), который может выполнять функции телефона, рации, навигатора, имеет связь с базой патруля. После поступления сигнала бедствия собирает команду щенков на базе для разработки плана спасательной операции.
- Го́нчик[17] (англ. Chase) — представитель породы немецкая овчарка, лидер всего отряда, часто выполняющий функции командира, полицейского и иногда супершпиона. Как Мега-щенок обладает сверхскоростью. Ездит на синем внедорожнике с номером 02.
- Ма́ршалл (англ. Marshall) — щенок породы далматин, выполняющий функции пожарного и иногда медика. Как Мега-щенок способен управлять теплом и огнём. Ездит на пожарной машине с номером 03.
- Крепы́ш (англ. Rubble) — щенок породы английский бульдог, выполняющий функции строителя. Как Мега-щенок обладает сверхсилой. Ездит на бульдозере с номером 06.
- Ро́кки (англ. Rocky) — щенок смешанной породы, отвечающий за различный ремонт и переработку отходов. Как Мега-щенок способен создавать конструкции из силовых полей. Ездит на мусоровозе с номером 05.
- Зу́ма (англ. Zuma) — щенок породы лабрадор, выполняющий функции водного спасателя. Как Мега-щенок способен управлять водой. Ездит на судне с воздушной подушкой, с номером 07.
- Скай (англ. Skye) — щенок породы кокапу, выполняющая функции авиатора-спасателя. Как Мега-щенок способна к полёту и управлению ветром. Летает на вертолёте с номером 04.
- Робопёс (англ. Robo-Dog) — механический щенок, сконструированный Райдером. Водитель Патрулевоза и пилот Патрулелёта.
- Эвере́ст (англ. Everest) — щенок породы сибирский хаски, выполняющая функции горного рейнджера. Как Мега-щенок способна управлять холодом. Ездит на снегоходе с номером 09.
- Тре́кер (англ. Tracker) — щенок породы чихуахуа, выполняющий функции рейнджера джунглей. Обладает отличным слухом и умеет хорошо искать. Ездит на джипе.
- Э́лла и Так (англ. Ella/англ. Tuck) — щенки породы золотистый ретривер, близнецы. Как Мега-щенки способны менять свой размер: Элла — увеличиваться, Так — уменьшаться. Ездят на машине, которая может превращаться в два мотоцикла.
- Рекс (англ. Rex) — щенок породы бернский зенненхунд. Хорошо разбирается в динозаврах и способен общаться с ними. Ездит на джипе с Дино-клешнёй.
- Ди́кий Кот (англ. Wild Cat) — первый кот в Щенячьем патруле. Главный мотоциклист в команде. Ездит на мотоцикле с номером 21.
- Либерти (англ. Liberty) — щенок длинношёрстной таксы, фигурирует в «полнометражном фильме 2021 года». Ездит на скутере с номером 22. Как Мега-щенок способна растягиваться.
- Эл (англ. Al) — щенок породы бассет-хаунд. Хорошо разбирается в грузовиках. Ездит на грузовике.
- Корал (англ. Coral) — первый рыбопёс в Щенячьем патруле. Щенок породы кокапу и «давно потерянная кузина Скай». Хорошо разбирается в рыбопсах и способна общаться с ними. Выполняет функции водного спасателя. Ездит на машине, похожей на морского конька с номером 24.

### Второстепенные персонажи
- Капита́н Па́лтус (англ. Cap'n Turbot) — морской биолог, имеет корабль под названием «Камбала» и батискаф для подводных исследований.
- Мо́ржик (в 2—5 сезонах У́олли) (англ. Wally) — морж, питомец капитана Палтуса.
- Франсуа́ Палту́с (англ. Francois Turbot) — французский фотограф, кузен капитана Палтуса.
- Тилли Палтус (англ. Tilly Turbot) — бабушка Капитана и Франсуа Палтус.
- Тэмми Па́лтус (англ. Dr. Tammy Turbot) — кузина доктора Палтуса, исследовательница динозавров.
- Те́йлор Па́лтус (англ. Taylor Turbot) — дочь Тэмми Палтус.
- Мэр Гу́двей (англ. Mayor Goodway) — мэр Бухты Приключений. Есть племянники Джулия и Джулиус, а также питомец: курочка по имени Цыпалетта (англ. Chickaletta).
- Мэр Ха́мдингер, также известный как Мэр Хоть-Куда (англ. Mayor Humdinger) — мэр города Фогги Боттом и капитан команды «КОТОстрофа». Главный антагонист сериала.
- Кома́нда «КОТОстро́фа» (англ. The Kitten Catastrophe Crew) — отряд котят-хулиганов под руководством мэра Хамдингера, главные враги Щенячьего патруля. Своим оснащением и породой копируют основных щенков патруля.
- Ке́йти (англ. Katie) — подруга Райдера, высококвалифицированный ветеринар. Имеет салон по уходу за животными и кошку по имени Кали.
- Ка́ли (англ. Cali) — кошка Кейти. Часто попадает в разные неприятности.
- Джейк (англ. Jake) — сноубордист и горный рейнджер, владеет своим горнолыжным курортом.
- Ми́стер По́ртер (англ. Mr. Porter) — повар и официант, имеет своё кафе. Дедушка Алекса.
- А́лекс По́ртер (англ. Alex Porter) — 7-летний мальчик, внук мистера Портера. Мечтает попасть в Щенячий патруль.
- Фе́рмер Эл (англ. Farmer Al) и Фермерша Юми (англ. Farmer Yumi) — фермеры.
- Эйс Со́ренсен — ровесница Райдера, авиатор.
- Ка́рлос (англ. Carlos) — друг Райдера, живёт в джунглях. Имеет попугая по имени Матео.
- Дэ́нни («Де́рзкий Дэ́нни X») (англ. Daring Danny X) — юный видеоблогер-экстремал, часто попадающий в разные неприятности.
- Принце́сса Гавкенбу́ргская (англ. Princess of Barkingburg) — принцесса королевства Гавкенбург.
- Сви́ти (англ. Sweetie) — королевский щенок породы Вест-хайленд-уайт-терьер. Пытается завладеть королевством.
- Граф Гавкенбу́ргский (англ. Earl of Barkingburg) — граф королевства Гавкенбург. Появляется в серии «Операция Гав: В поисках короны».
- Сид Свашба́кл (англ. Sid Swashbuckle) ― пират.
- А́ррби (англ. Arrby) — щенок породы такса, служащий первым помощником пирата Сида.

## Отзывы и рецензии
После показа мультсериала на канале Nickelodeon «Щенячий патруль» стал очень популярен среди аудитории. Мультсериал демонстрировал неизменно высокие рейтинги, а осенью 2013 года стал самой рейтинговой телевизионной программой в США.
Большинство критических отзывов на «Щенячий патруль» носят одобрительный и рекомендательный характер. По мнению критиков, мультсериал учит детей решать возникающие проблемы. Также отмечается, что сюжет сериала лишён элементов насилия, отрицательные герои в нём больше смешны, нежели опасны, а приключения щенков учат зрителей взаимодействовать в команде и оказывать помощь слабым. Это позволяет рекомендовать мультсериал младшей детской аудитории. Согласно опросам телевещателя Sky UK, по состоянию на 2016 год, 16 процентов британских и ирландских детей назвали «Щенячий патруль» любимым детским сериалом.
Большая часть критических отзывов на «Щенячий патруль» связана с гендерным вопросом. По мнению зарубежных журналистов, в мультсериале «слишком мало положительных женских персонажей». В частности изначально в команде щенков был только один женский персонаж со стереотипной женской атрибутикой. Журнал Today’s Parent заметил, что изображения из «Щенячьего патруля» использовались пользователями twitter, как один из наиболее частых примеров «гендерного дисбаланса», принципа смурфетты, используя хештег #IncludeTheGirls". В ответ на критику, создатели включили в команду ещё одного персонажа женского пола по имени Эверест.
В 2020 году, на фоне антирасистских протестов в США, мультфильм попал под шквал новой критики, который по мнению активистов Black Lives Matter героизирует полицейских, представляя их в положительном свете, и, по мнению противников якобы оправдывает «полицейский произвол» в США. Пользователи социальных сетей в том числе призывали «усыпить» главного героя. В ответ на критику, Nickelodeon приняли решение временно приостановить показ сериала до 7 июня 2020 года..
Доктор философии Лиам Кеннеди, доцент кафедры социологии из Королевского университетского колледжа Университета Западного Онтарио, в своей работе Whenever there’s trouble, just yelp for help: Crime, conservation, and corporatization in Paw Patrol утверждает, что этот сериал предлагает аудитории понять, что мы можем и должны полагаться на корпорации и технологические достижения в борьбе с преступностью, а ответственные люди будут помогать в этом. При этом он обращает внимание, что в мире мультсериала политиков преподносят как некомпетентных или неэтичных, а государство, неспособное или не желающее предоставлять гражданам базовые социальные услуги, во всем полагается на организацию «Щенячий патруль», что во многом соответствует базовым принципам неолиберализма.